# Lipa (gmina w guberni kieleckiej)
Lipa – dawna gmina wiejska istniejąca w XIX wieku w guberni kieleckiej. Siedzibą władz gminy były Lipa.
Za Królestwa Polskiego gmina Lipa należała do powiatu andrejewskiego (jędrzejowskiego) w guberni kieleckiej (utworzonej w 1867).
Gmina została zniesiona w 1874 roku, a jej obszar włączono do gminy Sobków.